# Porrhothele modesta
Porrhothele modesta är en spindelart som beskrevs av Forster 1968. Porrhothele modesta ingår i släktet Porrhothele och familjen Hexathelidae. Inga underarter finns listade i Catalogue of Life.